# Parassala
Parassala es una ciudad censal situada en el distrito de Thiruvananthapuram en el estado de Kerala (India). Su población es de 34096 habitantes (2011). Se encuentra a 31 km de Thiruvananthapuram y a 99 km de Kollam.

## Demografía
Según el censo de 2011 la población de Parassala era de 34096 habitantes, de los cuales 16761 eran hombres y 17335 eran mujeres. Parassala tiene una tasa media de alfabetización del 92,12%, inferior a la media estatal del 94%: la alfabetización masculina es del 94,23%, y la alfabetización femenina del 90,11%.